# 全国発明表彰
全国発明表彰（ぜんこくはつめいひょうしょう）は公益社団法人発明協会が主催する、優れた発明を表彰する賞である。

## 概説
1923年（大正8年）に第1回帝国発明表彰として設立される。文部科学省、経済産業省、特許庁、日本経済団体連合会、日本商工会議所、日本弁理士会、朝日新聞社後援。全国の地域発明協会等から多数の推薦・応募を選考委員会で選考し決定する。

## 賞の種類

### 第1表彰区分
科学技術的に秀でた進歩性を有し、かつ、顕著な実施効果を上げている発明等が対象。
| 賞                                                                            | 副賞（賞金額） |
| ----------------------------------------------------------------------------- | -------------- |
| 恩賜発明賞「畠山一清賞」                                                      | 200万円        |
| 内閣総理大臣賞                                                                | 100万円        |
| 文部科学大臣賞 経済産業大臣賞 特許庁長官賞 発明協会会長賞                     | 50万円         |
| 日本経済団体連合会会長賞 日本商工会議所会頭賞 日本弁理士会会長賞 朝日新聞社賞 | 30万円         |

### 第2表彰区分
科学技術的に秀でた進歩性を有し、かつ、中小・ベンチャー企業、大学及び公設試験研究機関等の研究機関に係る発明等が対象。
| 賞                 | 副賞（賞金額） |
| ------------------ | -------------- |
| 未来創造発明賞     | 150万円        |
| 未来創造発明奨励賞 | 50万円         |

## 受賞者

### 1919年（大正8年）
出典

#### 進歩賞
片山兵次郎、鯨井恒太郎、浅岡義彦、伏野義雄、広瀬弥助、杉本京太

#### 有功賞
棚橋寅五郎、小川一真、新田長次郎、平澤繁太郎、屋井先蔵、島津源蔵、石渡幸之輔、西室逸作、川崎寛美、大塚榮吉、寺西福吉、玉村勇助、田澤昌孝

### 1926年（大正15年）
出典

#### 恩賜記念賞
池田菊苗、豊田佐吉、蠣崎千晴、高峰譲吉、山本忠興、川原田政太郎、真崎照郷、密田良太郎、御木本幸吉、杉本京太、鈴木梅太郎

#### 大賞
池田菊苗、本多光太郎、鳥潟右一、北村政治郎、丸毛登、堀江貞次郎、津守英五郎、豊田佐吉、蠣崎千晴、田中龍夫、高峰譲吉、山本忠興、川原田政太郎、真崎照郷、藤山常一、密田良太郎、御木本幸吉、島津源蔵、杉本京太、鈴木梅太郎

#### 進歩賞又は有功賞
井口在屋、畠山一清、伊藤仙太郎、磯野七平、岩田継清、今村品太郎、石川平蔵、石川權次郎、石渡繁胤、石田音三郎、濱田初次郎、馬場粂夫、丹羽保次郎、西尾正左衛門、西川藤吉、堀井新治郎、逸見次郎、外山亀太郎、森繁太郎、栂野明二郎、鳥潟右一、北村政治郎、丸毛登、堀江貞次郎、鎭目隆治、大西信次郎、渡邊三郎、柏木幸助、田原良純、田熊常吉、高橋克己、竹内壽太郎、大道幸一郎、常見盛二、中原作太郎、中堀幾三郎、中川健二、服部譲次、大木喬之助、中村哲哉、中島幾三郎、永井英夫、永田近渡、臼井喜市郎、野上八重治、久保田権四郎、松山原造、松本福平、増井清、橋本重郎、大野勇、不破橘三、森二郎、深見平次郎、福島圭二、福島元七、寺島昇、阿部彦吉、浅野吉二郎、坂根清一、北村惣太郎、南野政延、三村鐘三郎、御法川直三郎、宮田利喜太郎、宮崎林三郎、宮崎賢一、宮崎吉太郎、滋賀泰山、清水廣吉、清水藤太郎、柴林宗太郎、島田孫市、島津源蔵、下宮計二、日高栄三郎、廣井仙市、廣瀨與吉、平川常彌、元良信太郎、杉本京太

#### 功労賞
伊藤喜十郎、長谷川正五、西口利平、東京電気株式会社、株式会社小穴製作所、株式会社芝浦製作所、鈴木三郎助

### 1933年（昭和8年）
出典

#### 恩賜記念賞
濱田初次郎、丹羽保次郎、小林正次、堀井新治郎、本多光太郎、大河内正敏、海老原敬吉、大本寅治郎、岡村金蔵、長谷川清治、外山亀太郎、森繁太郎、梅根常三郎、間宮精一、島津源蔵

#### 大賞
岩田継清、濱田初次郎、丹羽保次郎、小林正次、堀井新治郎、堀内利器、甲斐荘楠香、植田正一、大河内正敏、海老原敬吉、大本寅治郎、岡村金藏、長谷川清治、渡邊卓郎、渡邊三郎、田村源太郎、高橋克己、竹内壽太郎、外山亀太郎、森繁太郎、梅根常三郎、野上八重治、黒田泰造、増井清、橋本重郎、大野勇、間宮精一、小林彈好、浅尾荘一郎、鈴木元松、安藤博、阪本久五郎、杉本京太、鈴木忠治郎

#### 進歩賞
池木隆、今井林蔵、井上幸次郎、石井太吉、杉山金熊、石井茂吉、森澤信夫、井口豊八郎、福島慶三、井波義兵衞、礒野達一郎、石川正一、泉岩太、六角英通、林壽、橋本眞吉、遠藤國治郎、濱田時夫、堀祐平、堀井新治郎、細井勇、星野三郎、堀内輝重、本田文雄、堀内利器、平泉貞吉、堀場新吉、小田切瑞穗、清田達、堀岡正家、土手杢治、抜山平一、佐藤彰、大隈栄一、大野二郎三郎、大道幸一郎、岡部繁、大川理作、大川忠吉、綿本貞一、大山松次郎、岡部金治郎、尾上茂樹、尾上隆治、渡邊親晴、和田小六、和島藤助、渡邊俊平、河田安太郎、加藤顯次郎、片山秀男、金岡庄平、柏田武治、萱場四郎、川原田英次郎、垣ヶ原周治、加藤与五郎、武井武、河野篤二、北村品子、加藤惣一郎、川崎舎恒三、神保成吉、笠井完、蠣田惣一、梶原熊雄、川原清文、米澤乙吉、伊達新一、田中善助、田澤昌孝、田村源太郎、棚次辰吉、田丸節郎、加納荘介、今井美材、田中新吾、高村甚平、高柳健次郎、高橋正一、谷惠吉郎、外山繁太郎、根岸栄三郎、那須伊太郎、中西金次郎、中野信一、長原小平、永利清太郎、内藤游、中島統一、中山高亮、楢崎治、宮本慶巳、村田平作、村田良雄、村山威士、向笠栄三、牛尾義方、牛田健雄、野澤房敏、松縄信太、久保田一郎、長曾我部格、窪田哲二郎、楠瀨雄次郎、小松清一、鯨井恒太郎、古賀逸策、黒木操、柳下正道、山岸靖一、山越長七、山本初之助、矢野正都、山本竹次郎、矢作富蔵、安西庄太郎、山本三六郎、星野勘彌、松本蓁、眞鍋武雄、牧野金松、松本五郎、芝崎貞三郎、前川幸一郎、中村良之、前川辛一郎、松村定雄、畠山孝吉、牧野定光、藤井鐵造、藤伊魁、福田一雄、福島高麗夫、不破橘三、和田梓之助、白石裕一郎、小倉善平、小方誠、小崎一男、小笠原徳四郎、兒玉靜起、小林正次、古賀逸策、竹内壽太郎、朝比奈晃十、朝倉泰一、秋吉勇夫、厚澤銀次郎、中泉行正、岩城勝美、中村卯吉、青木佐太郎、青柳栄司、阿部清、山崎惣三郎、佐藤清吉、澤藤忠蔵、佐々木一郎、木村介次、石黒勝已、小島喜太郎、湊谷祝三郎、湯本良治、三瀨幸三郎、三輪又一、密田良太郎、下田喜久三、島津源吉、柴田勝太郎、荘司信守、島津保次郎、清水義一、清水丈夫、檜垣右衛門、大平又太郎、関三郎、関豊作、鈴木四郎、栖原豊太郎、菅沼整一、角田採米、杉山保、簾彦次郎、鈴木梅太郎、生原長胤、加藤正二、鈴木純一、鈴木忠治郎

#### 有功賞
石橋徳次郎、伊勢鉾三、伊藤嘉平治、岩崎チカノ、岩田敏子、井澤利一郎、石田美喜蔵、井上惣兵衛、一色貞三、稻向早苗、東磯衛、伊藤奎二、井川岩太郎、伊藤嘉久、伊丹直三、齋藤倭臣、澤田清、萩野靜二、林芳人、萩原栄市、逸見次郎、長谷善一、馬場粂夫、橋本良資、林總吉、西原嘉一、堀田蘇彌太、戸上信文、千代清次、千葉壬驥、尾崎周平、岡田春吉、大隈栄一、岡本松造、岡部繁、尾上隆治、奧村由太郎、渡邊卓示、川崎舎恒三、川西貞次郎、葛西徳一郎、河合小市、海津忠作、金岡甚三、岡原壽一、川崎邦平、金田喜一、河野駒一、永田又平、金子政之助、吉原與四郎、横山酉次、吉田釟一郎、高木正太郎、玉村勇助、田村秀市、竹内類治、高井亀次郎、高林由松、龍野右忠、高村甚平、田中壽一、丹下音行、田村元治、高北新治郎、谷口秋三郎、田上順太郎、田所清次、津田米次郎、角替利策、辻賴母、中島男尾、中島幾三郎、永田邦助、中尾哲二郎、中田已之助、長澤重兵衛、長末吉、上田梅吉、内田徳郎、内山道郎、大野邦光、牛田清郎、植田久一、服部愛治郎、鈴木良吉、延原観太郎、倉橋愛蔵、山本彦九郎、畔柳菅次郎、楠山與三郎、倉田泰蔵、久保田権四郎、工藤宏規、串田太市、久保久次郎、大和哲三、後藤保次、山本最純、山下長、寺田粹吉、山縣愷介、山田良介、山岡孫吉、八木佐太治、屋井先蔵、屋井三郎、松村鶴三、明石和衛、丸田常吉、町野重猛、平川精一、松村八次郎、福地武史、舟橋襄、矢吹貫一郎、藤原菊三郎、佐藤猪三治、福谷喜久次、藤島亀太郎、藤木清太郎、藤瀨平治、古城和助、福島元七、福島元助、小松豊作、古賀靜二、宮下直隆、小林英三、小山憲次、小林政太郎、小谷一郎、小川若三郎、根本忠次郎、金子清次、寺岡豊治、浅越助五郎、大賀兼一、浅田常三郎、組谷定治郎、浅井松治郎、阪田久五郎、佐伯倉輔、坂部三次、佐久間栄吉、坂倉幸利、佐竹利市、佐藤庄次郎、佐藤忠次郎、北織喜三郎、清田三治、宮城新昌、密谷徳行、箕輪亥作、箕輪政吉、水村常蔵、南本松蔵、新島信郎、篠宮耕治、白石信親、柴林宗太郎、篠崎又兵衞、柴田三代治、平田佐雄、毛利廣雄、森田庄三郎、森芳知、関谷正幸、関野作次郎、巢守三之助、杉浦六彌

### 1938年（昭和13年）
出典

#### 恩賜記念賞
豊田喜一郎、大河内正敏、今富祥一郎、棚橋寅五郎、牛尾義方、野澤一郎、眞鍋武雄、三島徳七

#### 大賞
石川等、本田菊太郎、豊田喜一郎、大河内正敏、今富祥一郎、大本寅治郎、尾上隆治、棚橋寅五郎、高岡石松、津田米次郎、中西金次郎、中西金作、中山高亮、牛尾義方、上林一雄、全田積、野澤一郎、山岡孫吉、福島光和、山本初之助、眞鍋武雄、松前重義、篠原登、三島徳七、御法川三郎

### 1944年（昭和19年）
出典

#### 恩賜記念賞
島五郎、浦野三朗、三根千代人、高瀨理三郎

#### 大賞
白石信親、伊藤亮、茂木今朝吉、佐々木一雄、内田俊一、中村健次郎、村山力蔵、有森毅、小林光雄、小西幸雄、吉村倫之助、本多光太郎、仁科存、永井健三、増本量、山本達治、福永勉、加納荘介、鞍馬壽雄、平島達司、小野清三郎、岡澤鶴治、大野忠雄、水田政吉、林茂、平野静夫、中村幸雄、可皃弘一、木村乾、水田政吉、中村七郎、中守洞吉、眞島晋治、山田稔、大橋乾一、奥野治雄、羽生龍郎、神下金太郎、木練清蔵、渡邊寧、大泉充郎、原健、堀江貞治郎、大泉充郎、雨堀榮三郎、川村肇、戸田義明、博田五六、林範二、松田長三郎、安達政次郎、土原豊喜、岡田篤雄

### 1949年（昭和24年）
出典

### 発明関係功労表彰
林壽、森山静記、佐々木忠義、佐々木六郎、杉原清治、丸山直人、神田金蔵、石島護雄、谷田部善雄、間宮精一、川原田政太郎、竹内五一、二瓶初太郎、田島榮、桑田勉、菅原勇次郎、北川徹三、島五郎、内田熈、丸山千里、奥野信治、佐々木京市、山成全三、小菅松蔵、齋藤春吉、丸岡文平、小林虎男、田中修吾、田村健治、水谷欽一、大川理作、吉木文平、坂田秀雄、福田新一、米山金次郎、楢本和子、伊藤長太郎、押田正、村上一夫、大橋嘉一、三神義雄、田中明、堤善一郎、鈴木佐武郎、柿崎尚、中田榮造、根岸榮三郎、鈴木藤五郎、井上誠一、澤口悟一、佐藤味七、岡村俊彦、西川潔、木村尚、内田武次、森田盛信、佐竹利彦

### 1950年（昭和25年）
出典

#### 恩賜発明賞
木葉訓民

#### 特許庁長官賞
安達政一

#### 朝日新聞発明賞
樋口寒三郎

#### 発明協会会長賞
平尾廣治、成島秀

#### 発明協会賞
森本貫一

### 1951年（昭和26年）
出典

#### 恩賜発明賞
梅田勇雄、館野正淳、直井利雄、内田秀雄

#### 通商産業大臣賞
相楽秀雄

#### 特許庁長官賞
山下英男、中川友長、小野勝次、舘稔、佐藤亮策、渡邊龍起

#### 朝日新聞発明賞
田中修吾

#### 発明協会会長賞
稲垣博

#### 発明実施賞
菅原恒二郞

### 1952年（昭和27年）
出典

#### 恩賜発明賞
矢沢将英

#### 通商産業大臣賞
土手杢治

#### 特許庁長官賞
河合登

#### 朝日新聞発明賞
堀信一、元崎信一、永田愛吉

#### 発明協会会長賞
村上武次郞、関口春次郞

#### 発明実施賞
大倉亀

### 1954年（昭和29年）
出典

#### 恩賜発明賞
高木竹男、山内晁、上田和男、石山徳義、木村敏夫

#### 通商産業大臣賞
河合正吉、上片泉

#### 特許庁長官賞
原田源三郞

#### 朝日新聞発明賞
杉浦睦夫、深海正治、宇治達郎

#### 発明協会会長賞
河邊正

#### 発明実施賞
月本小策